# Christos Tsartsidis
Christos Tsartsidis (griechisch Χρήστος Τσαρτσίδης, * 14. Juni 1980) ist ein griechischer Badmintonspieler.

## Karriere
Christos Tsartsidis gewann schon als Junior 1997 seinen ersten nationalen Titel bei den Erwachsenen in Griechenland. Weitere Titelgewinne folgten 2002, 2003 und 2004. 1997, 1999, 2001 und 2003 nahm er an den Weltmeisterschaften teil.

## Sportliche Erfolge
| Saison | Veranstaltung                         | Disziplin    | Platz | Name                                       |
| ------ | ------------------------------------- | ------------ | ----- | ------------------------------------------ |
| 1996   | Griechenland: Juniorenmeisterschaften | Herrendoppel | 1     | Panagiotis Pakaiser / Christos Tsartsidis  |
| 1997   | Griechenland: Juniorenmeisterschaften | Herrendoppel | 1     | Panagiotis Pakaiser / Christos Tsartsidis  |
| 1997   | Griechenland: Einzelmeisterschaften   | Herreneinzel | 1     | Christos Tsartsidis                        |
| 1997   | Griechenland: Einzelmeisterschaften   | Herrendoppel | 1     | Christos Tsartsidis / Panagiotis Pakaiser  |
| 1998   | Griechenland: Juniorenmeisterschaften | Herreneinzel | 1     | Christos Tsartsidis                        |
| 1998   | Griechenland: Juniorenmeisterschaften | Herrendoppel | 1     | Panagiotis Pakaiser / Christos Tsartsidis  |
| 1999   | Griechenland: Juniorenmeisterschaften | Mixed        | 1     | Christos Tsartsidis / Stella Theodoridou   |
| 1999   | Griechenland: Juniorenmeisterschaften | Herreneinzel | 1     | Christos Tsartsidis                        |
| 1999   | Griechenland: Juniorenmeisterschaften | Herrendoppel | 1     | Christos Tsartsidis / Abraham Sahpatsidis  |
| 2001   | Weltmeisterschaft                     | Herrendoppel | 33    | Pavlos Charalambidis / Christos Tsartsidis |
| 2002   | Griechenland: Einzelmeisterschaften   | Herrendoppel | 1     | Pavlos Charalambidis / Christos Tsartsidis |
| 2003   | Weltmeisterschaft                     | Herrendoppel | 33    | Pavlos Charalambidis / Christos Tsartsidis |
| 2003   | Griechenland: Einzelmeisterschaften   | Herrendoppel | 1     | Pavlos Charalambidis / Christos Tsartsidis |
| 2004   | Griechenland: Einzelmeisterschaften   | Herrendoppel | 1     | Pavlos Charalambidis / Christos Tsartsidis |